# Madhya Pradesh
Madhya Pradesh (Hindi मध्य प्रदेश Madhya Pradeś; wörtlich „mittleres Land“) ist ein indischer Bundesstaat mit einer Fläche von 308.209 km² und ca. 72,6 Millionen Einwohnern (Volkszählung 2011). Die Hauptstadt Madhya Pradeshs ist Bhopal. Die Amtssprache des Staates und Muttersprache von mehr als 87 % der Bevölkerung ist Hindi.
Der Staat zählt zu den ärmsten und am wenigsten entwickelten des Landes. Mit einem Wert von 0,577 erreichte Madhya Pradesh 2015 den 27. Platz unter den 29 Bundesstaaten Indiens im Index der menschlichen Entwicklung.

## Geographie

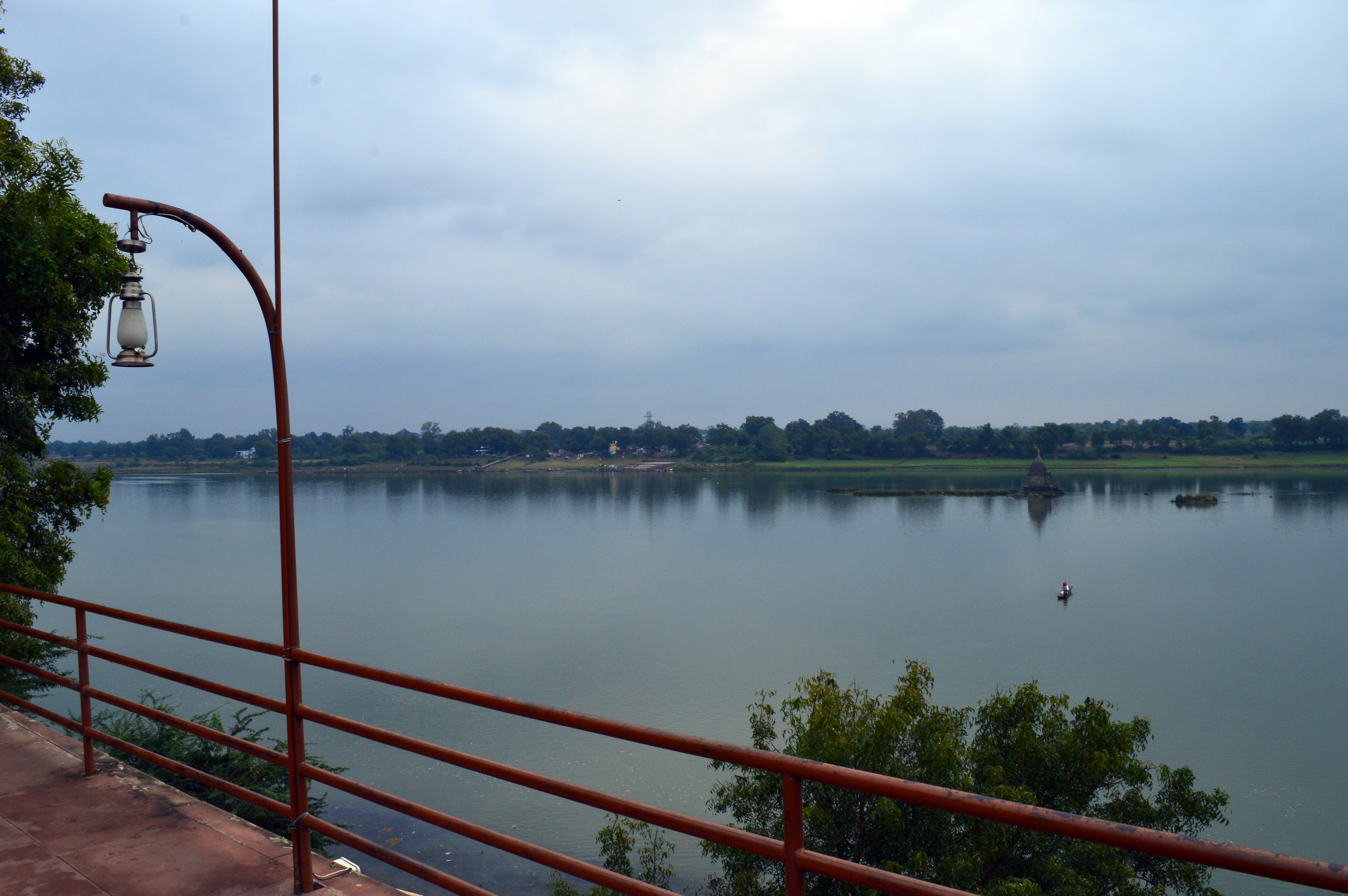
Narmada nahe dem Fort Maheshwar bei Indore

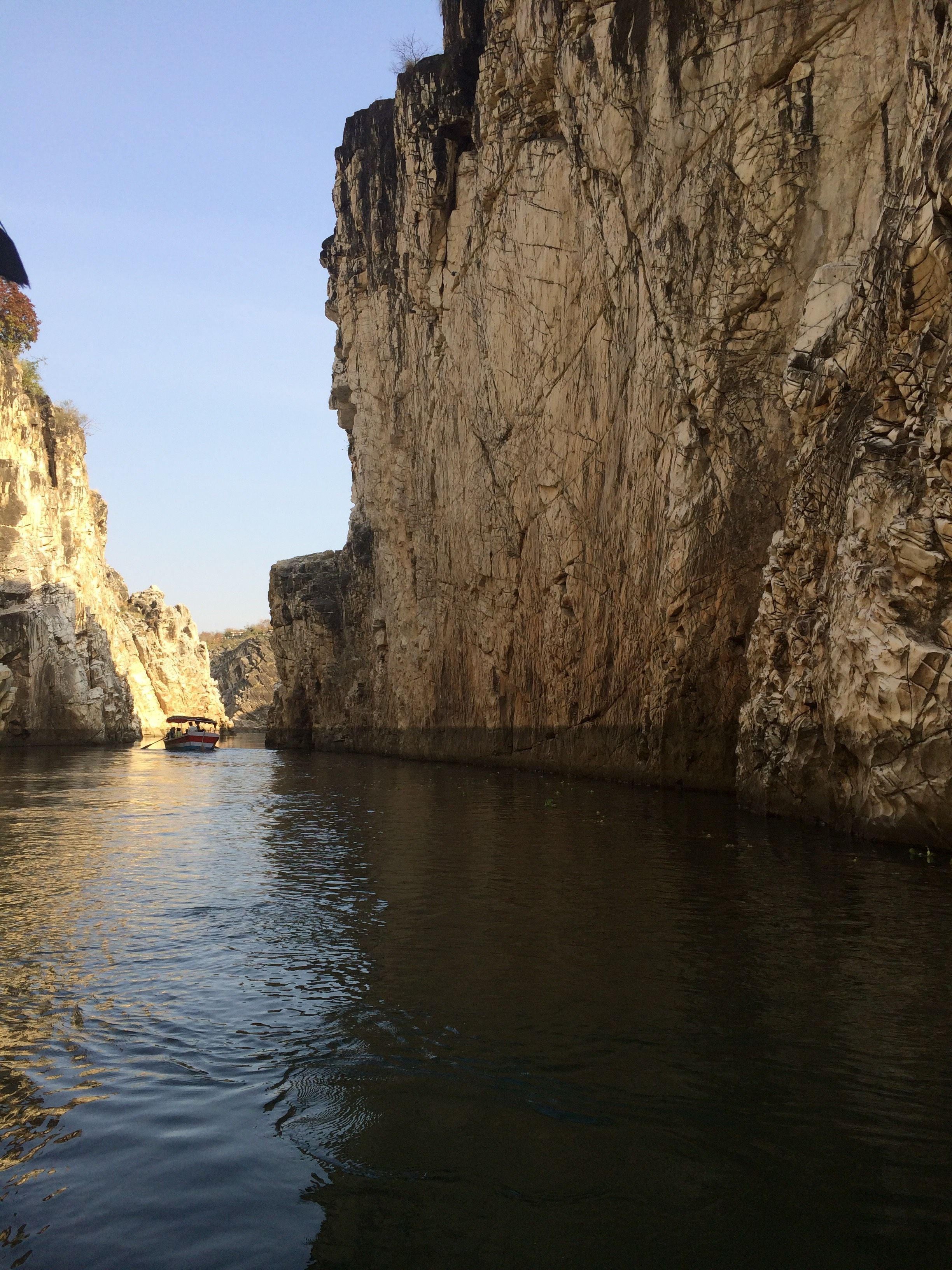
Im Osten des Landes fließt die Narmada durch tiefe Bergschluchten, hier die Marmorfelsen bei Bhedaghat (Distrikt Jabalpur)

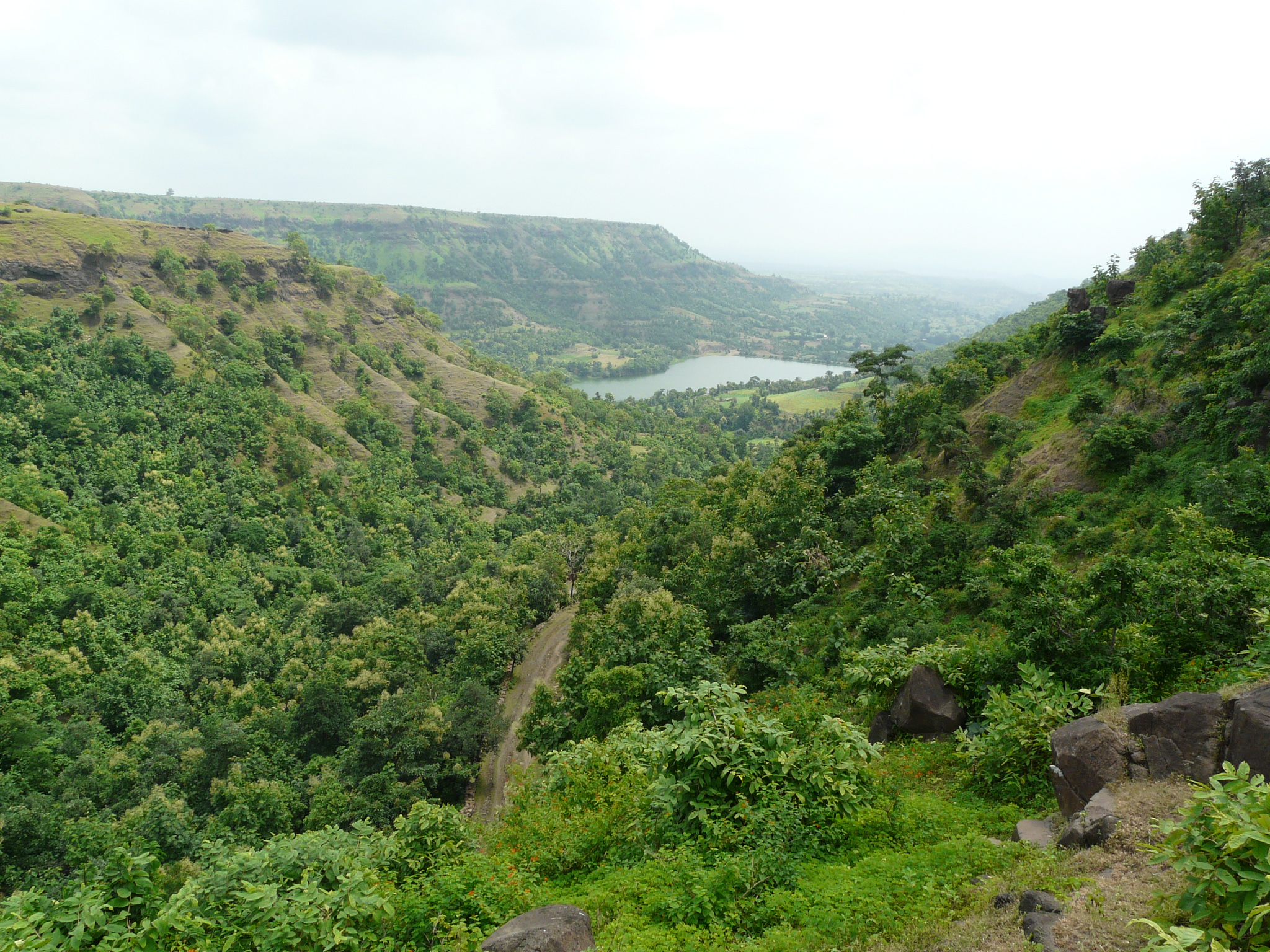
Tal zwischen der Malwa-Hochebene und dem Mandu-Plateau

Madhya Pradesh grenzt an die Bundesstaaten Maharashtra, Gujarat, Rajasthan, Uttar Pradesh und Chhattisgarh (im Uhrzeigersinn, beginnend im Süden). Flächenmäßig ist der Bundesstaat mit etwa 308.000 km² etwas kleiner als Deutschland (rund 357.000 km²). Flächenmäßig ist Madhya Pradesh der zweitgrößte Bundesstaat Indiens (nach Rajasthan).
In Madhya Pradesh können verschiedene Landschaften unterschieden werden. Von Ost nach West fließt in einer großen Flussebene die Narmada. Nördlich davon schließt sich das maximal ca. 850 m hohe Vindhya-Gebirge an, das weiter nordwestlich in die Malwa-Hochebene übergeht. Südlich des Narmada-Tals verläuft parallel zum Fluss die Satpura-Bergkette mit dem höchsten Berg des Bundesstaates (Dhupkar, ca. 1350 m).

### Größte Städte
(Stand: Volkszählung 2011)
|                                             | Stadt    | Einwohner |    | Stadt           | Einwohner |
| ------------------------------------------- | -------- | --------- | -- | --------------- | --------- |
| 1                                           | Indore   | 1.960.631 | 8  | Sagar           | 273.357   |
| 2                                           | Bhopal   | 1.795.648 | 9  | Ratlam          | 264.810   |
| 3                                           | Jabalpur | 1.054.336 | 10 | Rewa            | 235.422   |
| 4                                           | Gwalior  | 1.053.505 | 11 | Katni (Murwara) | 221.875   |
| 5                                           | Ujjain   | 515.215   | 12 | Singrauli       | 220.295   |
| 6                                           | Dewas    | 289.438   | 13 | Burhanpur       | 210.891   |
| 7                                           | Satna    | 280.248   | 14 | Khandwa         | 200.681   |
| Quelle: Census of India 2011. (PDF; 154 kB) |          |           |    |                 |           |

## Bevölkerung
Hinsichtlich der Bevölkerung steht Madhya Pradesh an fünfter Stelle unter den indischen Bundesstaaten. Die Bevölkerungsdichte ist mit 236 Ew./km² deutlich geringer als der indische Durchschnitt (382 Ew./km², Zensus 2011). 70,6 Prozent der Einwohner können lesen und schreiben (Männer 80,5 Prozent, Frauen 61 Prozent). Die Alphabetisierungsrate liegt damit unter dem Landesdurchschnitt von 74 Prozent (Stand jeweils Volkszählung 2011). Das Geschlechterverhältnis ist unausgeglichen: Auf 1000 Männer kommen nur 931 Frauen (der indische Durchschnitt beträgt 943). Im Zeitraum von 2010 bis 2014 betrug die durchschnittliche Lebenserwartung 64,2 Jahre (der indische Durchschnitt betrug 67,9 Jahre), womit der Bundesstaat eine der niedrigsten Lebenserwartungen des Landes aufwies. Die Fertilitätsrate betrug 2,29 Kinder pro Frau (Stand: 2016) während der indische Durchschnitt im selben Jahr bei 2,23 Kindern lag.
Der Bundesstaat hat eine große Stammesbevölkerung.

### Bevölkerungsentwicklung
Zensusbevölkerung von Madhya Pradesh (in den heutigen Grenzen) seit der ersten indischen Volkszählung im Jahr 1951.
| Zensusjahr | Einwohnerzahl |
| ---------- | ------------- |
| 1951       | 18.615.700    |
| 1961       | 23.218.950    |
| 1971       | 30.017.180    |
| 1981       | 38.169.500    |
| 1991       | 48.566.800    |
| 2001       | 60.385.090    |
| 2011       | 72.597.565    |

### Sprachen
Die offizielle Staatssprache Madhya Pradeshs ist Hindi – das in Form von Alltagshindi (meist kurz Hindi genannt) und zahlreichen regionalen Mundartformen (Malvi, Bundeli, Bagheli, Nimadi etc.) – von 88,57 % der Bevölkerung als Muttersprache gesprochen wird. Der Bundesstaat ist ein Kernland des sogenannten Hindi belt („Hindi-Gürtels“) in Nordindien. Andere gesproche Sprachen sind die indoarischen Sprachen Bhili, Pauri Bareli (1,36 % der Bevölkerung) und Bhilali (1,04 % der Bevölkerung) (drei Bhil-Sprachen), Marathi (1,67 % der Bevölkerung), Urdu (1,26 % der Bevölkerung; vor allem von der muslimischen Bevölkerung), dravidische Sprachen, wie Gondi (1,57 % der Bevölkerung) oder austroasiatische Sprachen wie Korku (0,60 % der Bevölkerung) und isolierte Sprachen wie Nihali (0,01 % der Bevölkerung). Das nur von 2381 Personen als Muttersprache gesprochene Englisch ist als Verwaltungs- und höhere Bildungssprache sowie überregionale Kommunikationssprache wie überall in Indien präsent.

### Religionen
Die große Mehrheit der Bevölkerung Madhya Pradeshs sind Hindus; nach der Volkszählung 2011 machen sie 91 Prozent der Bevölkerung des Bundesstaates aus. Daneben gibt es eine muslimische Minderheit von knapp 7 Prozent, die hauptsächlich in den Städten lebt. Andere Religionen wie Jainismus (0,8 Prozent), Sikhismus und Christentum (je 0,3 Prozent) spielen nur eine untergeordnete Rolle.

## Geschichte
Madhya Pradesh entstand als Bundesstaat im Jahr 1950 durch Fusion der ehemaligen britischen Central Provinces and Berar mit ehemaligen Fürstenstaaten von Makrai und im Bereich von Chhattisgarh. Die Hauptstadt war anfänglich Nagpur. Im Jahr 1956 erfuhr Madhya Pradesh mit dem States Reorganisation Act eine wesentliche Umgestaltung. Die zuvor selbständigen Bundesstaaten Bhopal, Madhya Bharat und Vindhya Pradesh kamen mitsamt der zur Rajasthan gehörigen Exklave Sironj zu Madhya Pradesh. Dafür trat jenes die marathi-sprachigen Distrikte (Region Vidarbha) einschließlich der bisherigen Hauptstadt Nagpur an den Bundesstaat Bombay ab. Die neue Hauptstadt Madhya Pradeshs wurde danach Bhopal. Im November 2000 erfolgte eine erneute territoriale Veränderung, als der südöstliche Teil des Staates abgetrennt und als neuer Bundesstaat Chhattisgarh organisiert wurde.

### Kulturgeschichte
Das Gebiet von Madhya Pradesh ist ein Kernland indischer Kultur und deshalb überaus reich an kulturellen Hinterlassenschaften: Die prähistorischen Felsmalereien von Bhimbetka gehören ebenso dazu wie die buddhistischen Stupas von Sanchi und Bharhut, die hinduistische Heliodoros-Säule, die Tempelhöhlen von Udayagiri bei Vidisha und die freistehenden Gupta-Tempel von Tigawa, Nachna, Eran und Bhumara. Nur wenig später entstanden die bereits entwickelteren Tempel von Amrol, Naresar, Gyaraspur und Bhojpur. Weitaus bekannter ist der von der UNESCO als Weltkulturerbe anerkannte Tempelbezirk von Khajuraho, aber auch die Forts und Paläste von Gwalior und Orchha sind in diesem Zusammenhang zu nennen. Außergewöhnlich sind die beiden Chausath-Yogini-Tempel von Khajuraho und Bhedaghat. Mehrere Museen (z. B. in Bhopal, Indore, Gwalior und Jabalpur) bewahren Skulpturen und andere Zeugnisse aus der Blütezeit des indischen Mittelalters auf.

## Politik

### Politisches System
Die Legislative des Bundesstaates Madhya Pradesh besteht aus einem Einkammernparlament, der Madhya Pradesh Legislative Assembly oder Madhya Pradesh Vidhan Sabha. Das Parlament hat 231 Abgeordnete, von denen 230 alle fünf Jahre durch Direktwahl bestimmt werden und einer als Vertreter der anglo-indischen Minderheit vom Gouverneur ernannt wird. Sitz des Parlaments ist Bhopal. Der Chief Minister (Regierungschef) des Bundesstaates Madhya Pradesh wird vom Parlament gewählt. An der Spitze des Bundesstaats steht jedoch der vom indischen Präsidenten ernannte Gouverneur (Governor). Seine Hauptaufgaben sind die Ernennung des Chief Ministers und dessen Beauftragung mit der Regierungsbildung. Höchster Gerichtshof Madhya Pradeshs ist der Madhya Pradesh High Court mit Hauptsitz in Jabalpur und Zweigstellen in Indore und Gwalior.
Im gesamtindischen Parlament ist Madhya Pradesh mit 29 Abgeordneten in der Lok Sabha, dem Unterhaus, und mit elf Sitzen in der Rajya Sabha, dem Oberhaus, vertreten.

### Parteien
Die Parteipolitik Madhya Pradeshs wird von zwei überregionalen Parteien, dem Indischen Nationalkongress (INC) und der Bharatiya Janata Party (BJP) dominiert. Seit der Unabhängigkeit Indiens hat die Kongresspartei die meisten Regierungen Madhya Pradeshs gestellt, von 2003 bis 2018 regierte 15 Jahre lang ununterbrochen die hindunationalistische BJP. Bei der letzten Parlamentswahl am 28. November 2018 verlor die BJP ihre bisherige Mandatsmehrheit im Parlament und gewann 109 der 230 Wahlkreise. Die Kongresspartei gewann 114 und bildete anschließend eine Regierung mit Unterstützung von vier unabhängigen Abgeordneten, zwei Abgeordneten der Bahujan Samaj Party und einem Abgeordneten der Samajwadi Party. Am 17. Dezember 2018 wurde Kamal Nath von der Kongresspartei als neuer Chief Minister vereidigt. Seine Amtszeit währte jedoch nur etwa 15 Monate, da sich im März 2020 eine Gruppe von 22 Abgeordneten von der Kongresspartei lossagte und der BJP anschloss. Dadurch verlor die Regierung ihre parlamentarische Mehrheit, Kamal Nath trat als Chief Minister zurück und neuer Chief Minister wurde ab dem 23. März 2020 Shivraj Singh Chauhan (BJP), der dieses Amt schon in den Jahren 2005 bis 2018 bekleidet hatte. Bei der Wahl am 17. November 2023 wurde die BJP erneut stärkste Partei in Madhya Pradesh. Neuer Chief Minister wurde ab dem 13. Dezember 2023 Mohan Yadav.
Bei der gesamtindischen Parlamentswahl 2014 gewann die landesweit siegreiche BJP in Madhya Pradesh 27 von 29 Wahlkreisen in dem Bundesstaat. Die verbliebenen beiden Wahlkreise gingen an die Kongresspartei. Bei der darauffolgenden Parlamentswahl 2019 lag das Verhältnis bei 28 zu 1 Wahlkreisen.

## Verwaltungsgliederung

### Distrikte und Divisionen

Einteilung in 10 Divisionen und 52 Distrikte

Der Bundesstaat Madhya Pradesh ist in die zehn Divisionen Bhopal, Chambal, Gwalior, Indore, Jabalpur, Narmadapuram, Rewa, Sagar, Shahdol und Ujjain sowie in folgende 52 Distrikte untergliedert (Einwohnerzahl und Bevölkerungsdichte nach der Volkszählung 2011):
| Nr. | Distrikt     | Verwaltungssitz | Fläche (km²) | Einwohner (2011) | Bev.- dichte (Ew./km²) |
| --- | ------------ | --------------- | ------------ | ---------------- | ---------------------- |
| 1   | Agar Malwa   | Agar            | 2.726        | 518.324          | 190                    |
| 2   | Alirajpur    | Alirajpur       | 3.182        | 728.677          | 229                    |
| 3   | Anuppur      | Anuppur         | 3.748        | 749.521          | 200                    |
| 4   | Ashoknagar   | Ashoknagar      | 4.668        | 844.979          | 181                    |
| 5   | Balaghat     | Balaghat        | 9.245        | 1.701.156        | 184                    |
| 6   | Barwani      | Barwani         | 5.413        | 1.385.659        | 256                    |
| 7   | Betul        | Betul           | 10.033       | 1.575.247        | 157                    |
| 8   | Bhind        | Bhind           | 4.460        | 1.703.562        | 382                    |
| 9   | Bhopal       | Bhopal          | 2.773        | 2.368.145        | 853                    |
| 10  | Burhanpur    | Burhanpur       | 3.425        | 756.993          | 221                    |
| 11  | Chhatarpur   | Chhatarpur      | 8.684        | 1.762.857        | 203                    |
| 12  | Chhindwara   | Chhindwara      | 11.810       | 2.090.306        | 177                    |
| 13  | Damoh        | Damoh           | 7.305        | 1.263.703        | 173                    |
| 14  | Datia        | Datia           | 2.693        | 786.375          | 292                    |
| 15  | Dewas        | Dewas           | 7.009        | 1.563.107        | 223                    |
| 16  | Dhar         | Dhar            | 8.152        | 2.184.672        | 268                    |
| 17  | Dindori      | Dindori         | 7.492        | 704.218          | 94                     |
| 18  | Khandwa      | Khandwa         | 7.356        | 1.309.443        | 178                    |
| 19  | Guna         | Guna            | 6.397        | 1.240.938        | 194                    |
| 20  | Gwalior      | Gwalior         | 4.563        | 2.030.543        | 445                    |
| 21  | Harda        | Harda           | 3.335        | 570.302          | 171                    |
| 22  | Narmadapuram | Narmadapuram    | 6.708        | 1.240.975        | 185                    |
| 23  | Indore       | Indore          | 3.900        | 3.272.335        | 839                    |
| 24  | Jabalpur     | Jabalpur        | 5.213        | 2.460.714        | 472                    |
| 25  | Jhabua       | Jhabua          | 3.593        | 1.024.091        | 285                    |
| 26  | Katni        | Katni           | 4.949        | 1.291.684        | 261                    |
| 27  | Mandla       | Mandla          | 5.789        | 1.053.522        | 182                    |
| 28  | Mandsaur     | Mandsaur        | 4.557        | 1.339.832        | 294                    |
| 29  | Morena       | Morena          | 4.988        | 1.965.137        | 394                    |
| 30  | Narsinghpur  | Narsinghpur     | 5.127        | 1.092.141        | 213                    |
| 31  | Neemuch      | Neemuch         | 5.258        | 825.958          | 194                    |
| 32  | Niwari       | Niwari          | 1.170        | 404.807          | 346                    |
| 33  | Panna        | Panna           | 7.155        | 1.016.028        | 142                    |
| 34  | Raisen       | Raisen          | 8.482        | 1.331.699        | 157                    |
| 35  | Rajgarh      | Rajgarh         | 6.162        | 1.546.541        | 251                    |
| 36  | Ratlam       | Ratlam          | 4.864        | 1.454.483        | 299                    |
| 37  | Rewa         | Rewa            | 6.320        | 2.363.744        | 374                    |
| 38  | Sagar        | Sagar           | 10.251       | 2.378.295        | 232                    |
| 39  | Satna        | Satna           | 7.504        | 2.228.619        | 297                    |
| 40  | Sehore       | Sehore          | 6.588        | 1.311.008        | 199                    |
| 41  | Seoni        | Seoni           | 8.783        | 1.378.876        | 157                    |
| 42  | Shahdol      | Shahdol         | 6.192        | 1.064.989        | 172                    |
| 43  | Shajapur     | Shajapur        | 3.469        | 994.029          | 286                    |
| 44  | Sheopur      | Sheopur         | 6.615        | 687.952          | 104                    |
| 45  | Shivpuri     | Shivpuri        | 10.273       | 1.725.818        | 168                    |
| 46  | Sidhi        | Sidhi           | 4.856        | 1.126.515        | 232                    |
| 47  | Singrauli    | Singrauli       | 5.664        | 1.178.132        | 208                    |
| 48  | Tikamgarh    | Tikamgarh       | 3.878        | 1.040.359        | 268                    |
| 49  | Ujjain       | Ujjain          | 6.094        | 1.986.597        | 326                    |
| 50  | Umaria       | Umaria          | 4.073        | 643.579          | 158                    |
| 51  | Vidisha      | Vidisha         | 7.365        | 1.458.212        | 198                    |
| 52  | Khargone     | Khargone        | 8.036        | 1.872.413        | 233                    |

1. 1 2  bis 2022 Hoshangabad

### Historische Entwicklung der Distrikteinteilung

Zwischen 1956 und 2013 neu entstandene Distrikte auf dem Gebiet des heutigen Madhya Pradesh:

Während des Bestehens von Madhya Pradesh vergrößerte sich die Anzahl der Distrikte auf dem Gebiet des heutigen Madhya Pradesh von 37 auf 52. Bei der Gesamtzahl der Distrikte von Madhya Pradesh ist zu berücksichtigen, dass bis zum Jahr 2000 auch der Nachbarstaat Chhattisgarh zu Madhya Pradesh gehörte.
Folgende Distrikte wurden seit 1956 (nach dem States Reorganisation Act) neu gebildet:
- 13. September 1972: Distrikt Bhopal aus Teilen des Distrikts Sehore[11]
- 22. Mai 1998: Distrikt Dindori aus Teilen des Distrikts Mandla,[12] sowie Distrikt Sheopur aus Teilen des Distrikts Morena[13]
- 25. Mai 1998: Distrikt Barwani aus Teilen des Distrikts West Nimar, der verbleibende Rest von West Nimar bildete den Distrikt Khargone[14]
- 28. Mai 1998: Distrikt Katni aus Teilen des Distrikts Jabalpur[15]
- 30. Juni 1998: Distrikt Neemuch aus Teilen des Distrikts Mandsaur[16]
- 2. Juli 1998: Distrikt Umaria aus Teilen des Distrikt Shahdol[17] sowie Distrikt Harda aus Teilen des Distrikts Hoshangabad[18]
- 11. August 2003: Distrikt Burhanpur aus Teilen des Distrikts East Nimar; der verbleibende Rest von East Nimar bildete den Distrikt Khandwa[19]
- 15. August 2003: Distrikt Anuppur aus Teilen des Distrikts Shahdol[20], sowie Distrikt Ashoknagar aus Teilen des Distrikts Guna[21]
- 17. Mai 2008: Distrikt Alirajpur aus Teilen des Distrikts Jhabua[22]
- 24. Mai 2008: Distrikt Singrauli aus Teilen des Distrikts Sidhi[23]
- 16. August 2013: Distrikt Agar Malwa aus Teilen des Distrikts Shajapur[24]
- 1. Oktober 2018: Distrikt Niwari aus Teilen des Distrikts Tikamgarh[25]

### Entwicklung der Einteilung in Divisionen
- Bildung der Division Shahdol aus dem Distrikt Dindori der Division Jabalpur sowie drei weiteren Distrikten der Division Rewa (14. Juni 2008)
- Bildung der Division Narmadapuram aus Teilen der Division Bhopal (27. August 2008)

### Kommunale Selbstverwaltung
Anfang 2013 gab es in Madhya Pradesh 14 Municipal Corporations (Nagar Nigam), 86 Municipal Councils (Nagar Palika Parishad) und 238 Municipal Committees (Nagar Panchayats).
Ferner betrug die Anzahl der Village Panchayats 23.043 sowie die Zahl der Jila (District) Panchayats 50 und der Janpad Panchayats/Blöcke 313.
Municipal Corporations:
- Bhopal
- Burhanpur
- Dewas
- Gwalior
- Indore
- Jabalpur
- Katni
- Khandwa
- Ratlam
- Rewa
- Sagar
- Satna
- Singrauli
- Ujjain

Municipal Councils:
- Amla
- Agar
- Alirajpur
- Ambah
- Ashoknagar
- Ashta
- Badhnagar
- Badhvah
- Baiora
- Balaghat
- Barwani
- Beena Itava
- Begamganj
- Betul
- Bhind
- Chanderi
- Chhatarpur
- Chhindwara
- Dabra
- Damoh
- Datiya
- Devri
- Dhanpuri
- Dhar
- Dongarparasiya
- Gadakota
- Gadarwara
- Ganjbasoda (Basoda)
- Gohad
- Guna
- Harda
- Hatta
- Itarsi
- Jaora
- Jhabua
- Junnardev
- Kareli
- Khachrod
- Khargone
- Khurai
- Kotma
- Mahidpur
- Maihar
- Malajkhand
- Manavar
- Mandideep
- Mandla
- Mandsaur
- Morena
- Nagda
- Nainpur
- Narmadapuram (Hoshangabad)
- Narsinghgarh
- Narsinghpur (Narsimhapur)
- Naugaon
- Neemuch
- Nepanagar
- Panagar
- Pandurna
- Panna
- Pasaan
- Peethampur
- Pipariya
- Porsa
- Radhaogarh
- Rahli
- Raisen
- Sabalgarh
- Sanavad
- Sarangpur
- Sarni
- Sehore
- Sendhwa
- Seoni
- Seoni Malwa
- Shahdol
- Shajapur
- Sheopur
- Shivpuri
- Shujalpur
- Sidhi
- Sihora
- Sironj
- Tikamgarh
- Umaria
- Vidisha
- Waraseoni

## Sehenswürdigkeiten

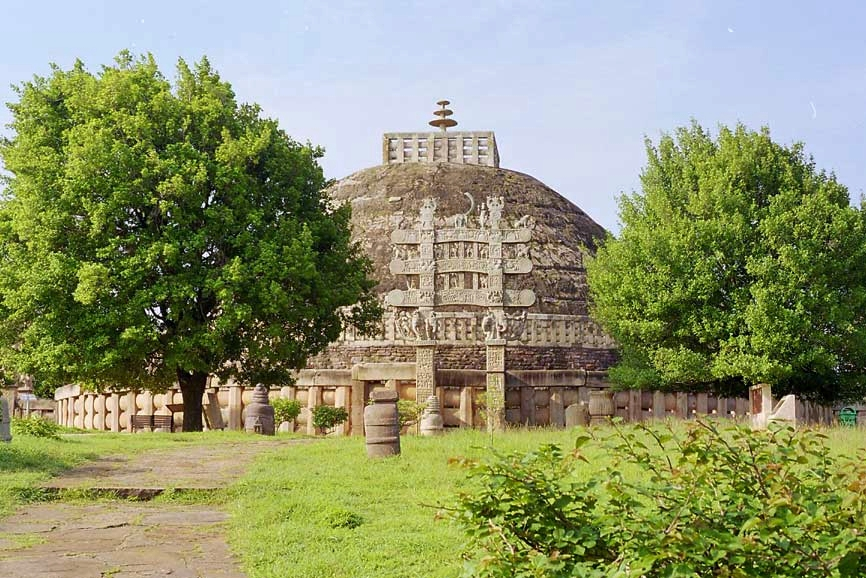
Großer Stupa von Sanchi (2./1. Jh. v. Chr.), Distrikt Vidisha
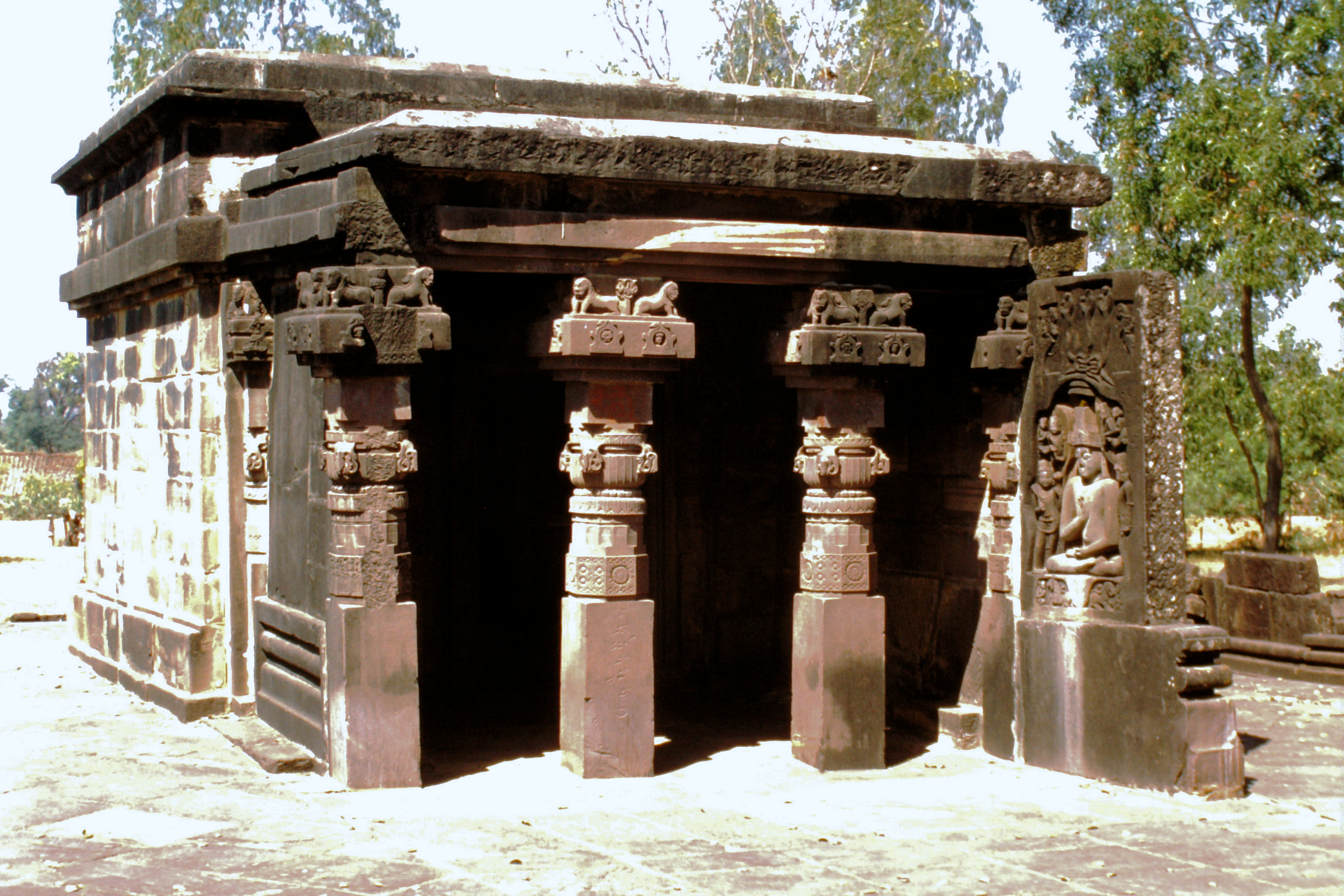
Kankali-Devi-Tempel von Tigawa (um 420), Distrikt Jabalpur
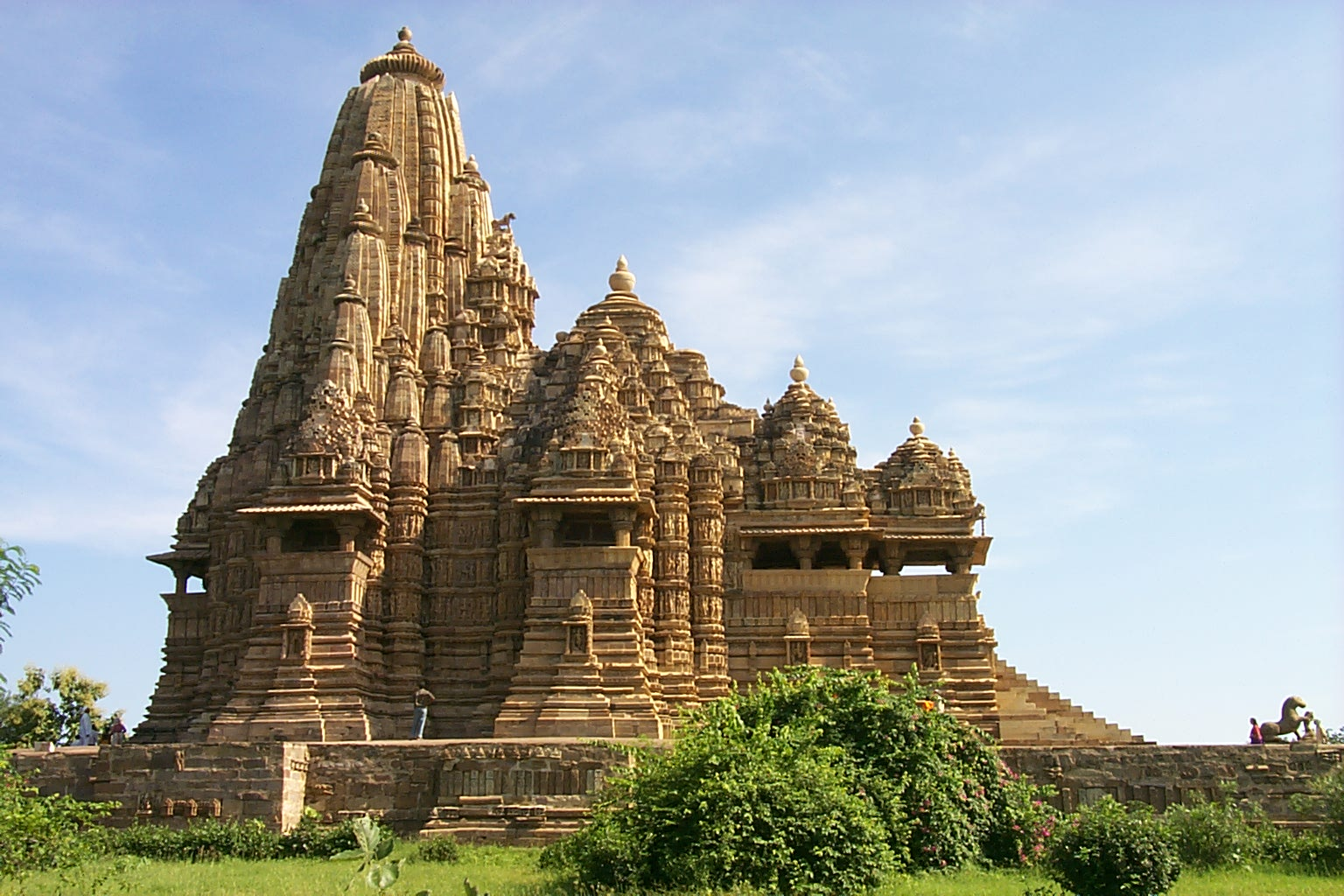
Kandariya-Mahadeva-Tempel (um 1050), Khajuraho, Distrikt Chhatarpur
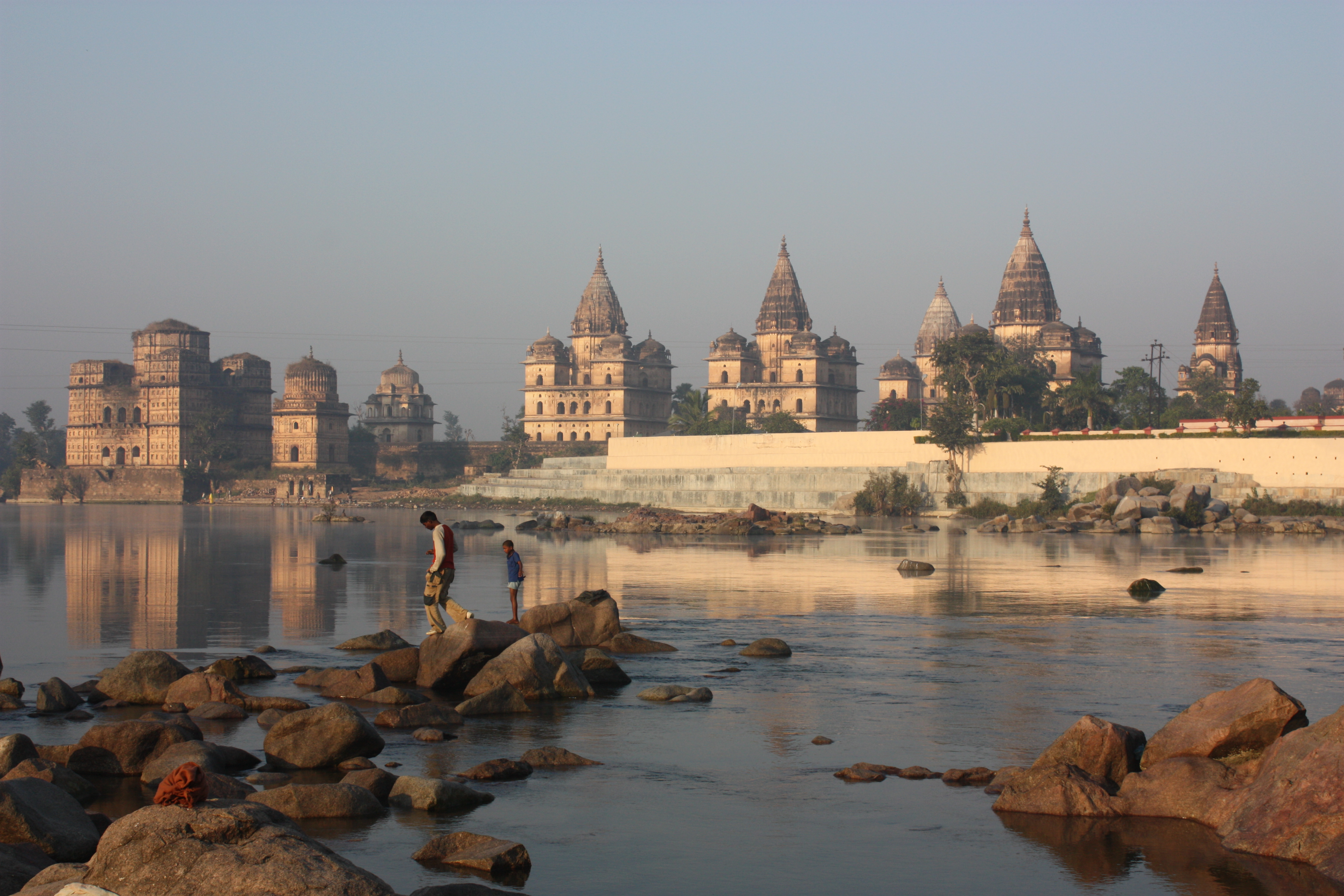
Chhatris von Orchha (16.–19. Jh.), Distrikt Tikamgarh